# Старата Калифорния (филм, 1910)
„Старата Калифорния“ (на английски: In Old California) е американски късометражен игрален ням филм от 1910 г. на режисьора Дейвид Уорк Грифит и продуциран от американската филмова компания „Биограф“.
Сюжетът се развива в Калифорния по времето, когато е част от Мексико. Главен персонаж е испанска имигрантка, чийто незаконен съпруг става губернатор на щата. Лентата е считата за първия филмов продукт, сниман на територията на Холивуд.